# Greatest Hits (álbum de Sumo)
Greatest Hits es el segundo álbum recopilatorio del grupo musical de Argentina Sumo, editado por la discográfica Sony Music en 1991.

## Lista de canciones
1. «Mejor no hablar (de ciertas cosas)» (4:42)
2. «Lo quiero ya» (2:16)
3. «La rubia tarada» (4:00)
4. «Que me pisen» (4:21)
5. «Kaya» (3:13)
6. «Crua chan» (3:30)
7. «Los viejos vinagres» (3:15)
8. «Debede» (2:16)
9. «NextWeek» (3:16)
10. «Heroin» (5:43)